# O (專輯)
O是日本女子偶像樂團ZONE的第2張錄音室專輯，於2002年11月27日發行。

## 收錄曲目
1. 証明（あかし）
第7首單曲。由MIYU與TAKAYO擔任主唱。
2. さらりーまん
TAKAYO退出後，TOMOKA担任主唱[1]。
3. Sae Zuri（さえずり）
MAIKO的獨唱曲。
4. For Tomorrow（フォー・トゥモロー）
証明的搭配曲。主唱是TAKAYO。
5. GO!（ゴー）
節奏明快的歌曲。MIZUHO的獨唱曲。
6. 夢之碎片・・・（ゆめのかけら） (Album Version)　
第5首單曲。
7. ＋.－.×.÷（たしてひいてかけてわって）
TAKAYO獨唱曲。
8. 小小水滴（ひとしずく）
第6首單曲。主唱為MAIKO。
9. confidentially（コンフィデンシャリー）
MIYU的獨唱曲。
10. 足跡（あしあと）

## 外部連結
- Sony Music官方網站 believe in ZONE（页面存档备份，存于）

Template:ZONE